# پی‌اس‌پی سوئیس
پی‌اس‌پی سوئیس (انگلیسی: PSP Swiss) شرکت املاک و مستغلات سوئیسی است، که در سال ۱۹۹۹ تأسیس شد.